# Laskár
Laskár (Hongaars: Laszkár) is een Slowaakse gemeente in de regio Žilina, en maakt deel uit van het district Martin.
Laskár telt 106 inwoners.